# پرادس
پرادس (به اسپانیایی: Prades, Baix Camp) یک شهرستان در اسپانیا است که در استان تاراگونا واقع شده‌است.